# 7782 Mony
7782 Mony este un asteroid din centura principală de asteroizi.

## Descriere
7782 Mony este un asteroid din centura principală de asteroizi. A fost descoperit pe 7 februarie 1994 la observatorul astronomic Santa Lucia din Stroncone. Asteroidul prezintă o orbită caracterizată de o semiaxă mare de 3,16 ua, o excentricitate de 0,32 și o înclinație de 14,5° în raport cu ecliptica.